# Anne Namakau Mutelo

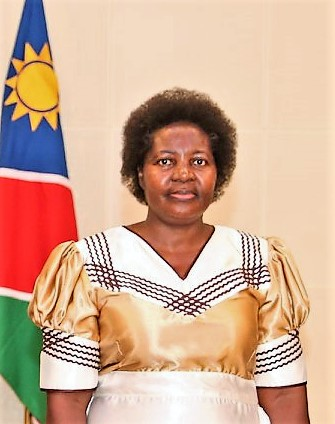
Anne Namakau Mutelo (2019)

Anne Namakau Mutelo (* im Caprivizipfel, Südwestafrika) ist eine namibische Diplomatin.
Mutelo ist verheiratet und hat drei Kinder.

## Werdegang
Die Grundschule und die Sekundarschule besuchte Mutelo im benachbarten Sambia. Ihren High-School-Abschluss machte sie 1977 an der Kalonga Secondary School in Kabwe. An der Universität von Fort Hare in Südafrika erhielt sie einen Bachelortitel in Sozialarbeit. Außerdem hat sie einen Abschluss in zeitgenössischer Diplomatie von der Universität Malta und der DiploFoundation sowie ein Zeugnis für Multilaterale Diplomatie der Genfer Hochschulinstitut für internationale Studien von 2003.
1991 war Mutelo zweite Sekretärin der Hochkommission Namibias in London, von 1995 bis 1999 stellvertretende Botschafterin an der Hochkommission Namibias in Botswana, 1999 bis 2000 erste Sekretärin an der namibischen Botschaft in Südafrika und von 2007 bis 2009 in selber Funktion an der namibischen Botschaft in Äthiopien und der Ständigen Vertretung Namibias bei der Afrikanischen Union (AU) und der Wirtschaftskommission für Afrika der Vereinten Nationen (UNECA). Als stellvertretende Direktorin in der Abteilung „Bilaterale Beziehungen“ im Außenministerium war Mutelo von 2007 bis 2009 für Europa und Subsahara-Afrika zuständig. Von 2010 bis 2012 war sie Beraterin bei der Ständigen Vertretung Namibias bei den Vereinten Nationen in New York.
Als Mitglied der Abteilung „Vereinte Nationen“ arbeitete Mutelo als Delegierte Namibias bei den Sitzungen der Generalversammlung der Vereinten Nationen 1992, 2001 und 2004. Außerdem arbeitete sie beim SADC/EU-Präsidium der Berlin Initiative der SADC-EU-Kooperation. Als Teil der namibischen Delegation nahm sie bei den SADC/EU-Konferenzen in Madrid (1995) und in Wien (1998) teil. Außerdem war Mutelo Delegationsmitglied bei den Gipfeln der Afrikanischen Union in Addis Abeba von 2012 bis 2015. Im Februar 2015 war sie stellvertretende Leiterin der afrikanischen Delegation bei der gemeinsamen Mission von AU und EU in Mali. Dazu kommen weitere Teilnahmen an verschiedenen Konferenzen.
Bis 2016 war Mutelo Botschafterin Namibias in Äthiopien und dem Sudan und Ständige Vertreterin Namibias bei der AU und der Wirtschaftskommission für Afrika. Dies beinhaltete auch die Vertretung Namibias beim Peace and Security Council of the African Union und die Vertretung Namibias und Südafrikas in der Executive Council Contact Group beim Internationalen Strafgerichtshof, die sich mit dem Sicherheitsrat der Vereinten Nationen traf, um dessen Intervention gegenüber den Präsidenten und Vizepräsidenten Kenias zu fordern.
Am 18. Juli 2016 erhielt Mutelo ihre Akkreditierung als namibische Hochkommissarin in Malaysia, am 10. Januar 2017 als namibische Botschafterin auf den Philippinen und am 21. Juni 2018, auch ihre Akkreditierung als namibische Botschafterin in Osttimor. Sie war zudem zuständig für Indonesien, Thailand, Brunei, Papua-Neuguinea, Fidschi und das Pacific Islands Forum.

## Auszeichnungen
- Pride of Africa: African Woman of The Year Award[5]